# DIABOLOS
『DIABOLOS』(ディアボロス)は、2005年9月21日に発表されたGacktの6枚目のフルアルバム。

## 概要
Gacktのコンセプトアルバムとして4作目となるアルバムであり、舞台は中世の頃とされている。
21stシングル「BLACK STONE」から、23rdシングル「届カナイ愛ト知ッテイタノニ抑エキレズニ愛シ続ケタ…」までの5曲(22ndシングル以外のシングルのカップリング曲含む)と、他6曲を収録(1曲目の「Misty」はインストゥルメンタル)。
全曲が『Gackt Live Tour 2005 DIABOLOS ～哀婉の詩～』にて上演されており、この世界観を余す所なく表現している。
DIABOLOSとはラテン語で悪魔を意味するがGacktは端的な悪魔ではなく人間の闇の部分（妬み、恨みなど負の感情）を悪魔と言う言葉で表現している（このアルバムのジャケットでは悪魔に扮したGacktが人間の仮面を外した画になっている）。
CDのアートワークでは、Gackt本人がそのアルバムに登場してくる様々な人物を演じている。

## 収録曲
| 全作詞・作曲: Gackt.C、全編曲: Gackt.C、chachamaru。 |                                                       |         |            |      |
| #                                                    | タイトル                                              | 作詞    | 作曲・編曲 | 時間 |
| 1.                                                   | 「Misty」                                             | Gackt.C | Gackt.C    | 2:17 |
| 2.                                                   | 「Farewell」                                          | Gackt.C | Gackt.C    | 4:26 |
| 3.                                                   | 「Noesis」                                            | Gackt.C | Gackt.C    | 5:49 |
| 4.                                                   | 「Ash」                                               | Gackt.C | Gackt.C    | 4:30 |
| 5.                                                   | 「Metamorphoze」                                      | Gackt.C | Gackt.C    | 3:39 |
| 6.                                                   | 「Dispar」                                            | Gackt.C | Gackt.C    | 3:25 |
| 7.                                                   | 「Future」                                            | Gackt.C | Gackt.C    | 4:47 |
| 8.                                                   | 「Black Stone」                                       | Gackt.C | Gackt.C    | 3:12 |
| 9.                                                   | 「Storm」                                             | Gackt.C | Gackt.C    | 3:40 |
| 10.                                                  | 「Road」                                              | Gackt.C | Gackt.C    | 5:04 |
| 11.                                                  | 「届カナイ愛ト知ッテイタノニ抑エキレズニ愛シ続ケタ…」 | Gackt.C | Gackt.C    | 4:38 |
| 合計時間:                                            | 合計時間:                                             | 45:27   |            |      |

### 楽曲解説
Misty
インストゥルメンタル。なお、インスト曲で始まるのは、3rdアルバム『MOON』の「Noah」以来、2作品ぶりである。
Farewell
前曲とほんの僅かではあるが音が繋がっている。
Noesis
23rdシングル「届カナイ愛ト知ッテイタノニ抑エキレズニ愛シ続ケタ…」のカップリング。ここからシングル曲が3曲続く。
Ash
21stシングル「BLACK STONE」のカップリング。
Metamorphoze
22ndシングルの表題曲。 サブタイトルである「〜メタモルフォーゼ〜」の表記が消されている。
Dispar
後に、ベストアルバム『BEST OF THE BEST vol.1 -MILD-』にも収録された。
Black Stone
21stシングルの表題曲。本作に収録されているシングル曲の中で最も古い楽曲。最初の文字以外小文字表記されている。
届カナイ愛ト知ッテイタノニ抑エキレズニ愛シ続ケタ…
23rdシングルの表題曲。

## 参加ミュージシャン
- Gackt's family
- 塚本周成 - キーボード
- 弦一徹 - ストリングス
- 堀沢真己 - ストリングス